# Грб Мариј Ела
Грб Мариј Ела је званични симбол једног од субјеката Руске федерације са статусом републике, Мариј Ела. Грб је званично усвојен 8. јуна 2011. године.

## Опис грба
Грб Републике Мариј Ел је сребрни штит на коме се налази црвени пропети медвјед са златним канџама, те сребрним очима. Медвјед у десној предњој шапи држи мач у корицама које су азурно-плаве боје са златним фрагментима и златни чекић са сребрном ручком. У десној предњој шапи држи мањи штит, азурно-плаве боје на коме се налази коси маријелски крст златне боје. У централном дијелу крста је стилски приказан дијаман, такође у златној боји. Грб је крунисан круном чији назубљени крајеви потсјећају на маријелски крст из мањег штита и која у врху такође има силуету три одвојена дијаманта.

## Галерија
- Грб Маријске АССР (1936—1993)
- Грб Републике Мариј Ел (1993—2006)
- Грб Републике Мариј Ел (2006—2011)